# Harkerode

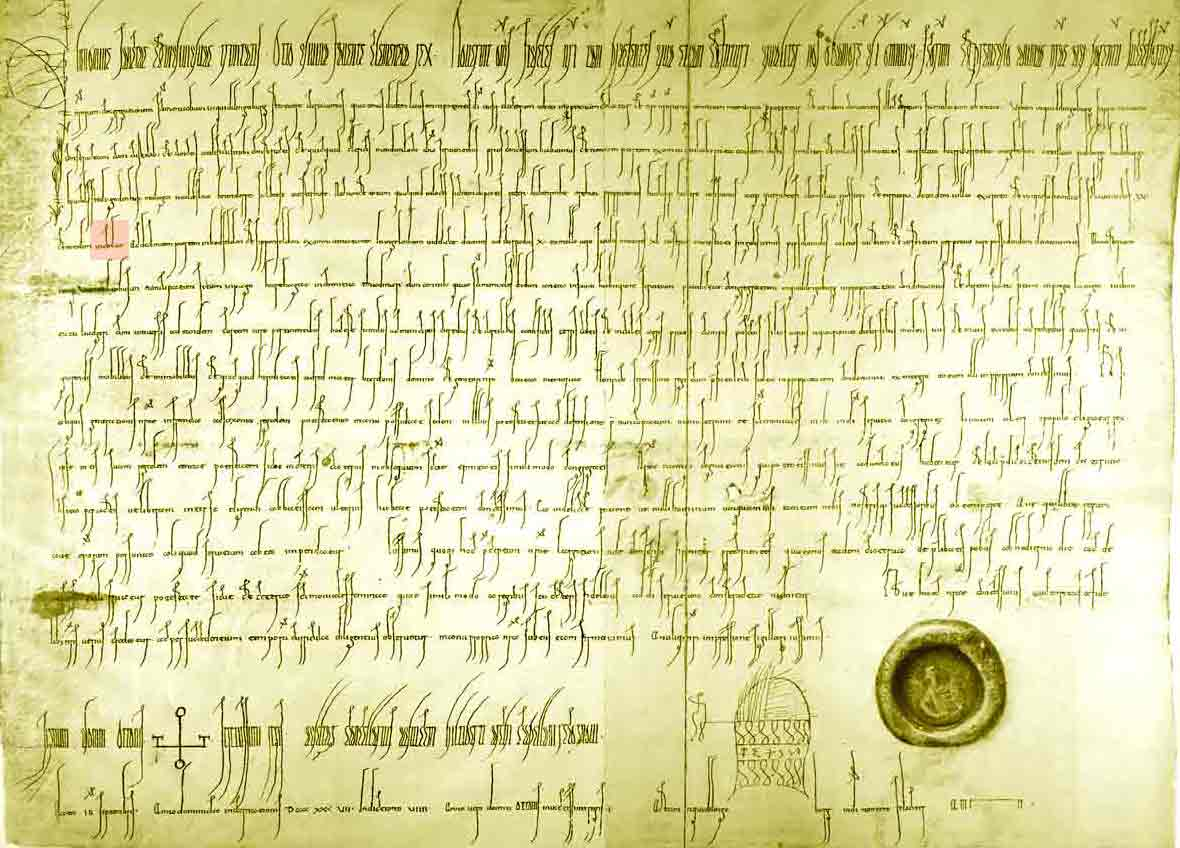
Ersterwähnungsurkunde von Harkerode

Harkerode ist ein Ortsteil der Stadt Arnstein im Landkreis Mansfeld-Südharz in Sachsen-Anhalt.

## Geographie

### Geographische Lage
Harkerode liegt am östlichen Harzrand etwa 9 km nordwestlich von Hettstedt.

## Geschichte
Harkerode wurde erstmals in einer Urkunde des Königs Otto I. vom 13. September 936 als Harrikesrothe erwähnt. Am 22. Oktober 973 folgte die Erwähnung als Kerlingorod.
Auf dem Gelände zwischen der Chaussee nach Welbsleben, der Chaussee zum Arnstein und dem Bach aus Sylda lag im Mittelalter das Stettlein Schnakerode. Nach dessen Untergang wurde dort ein der Adelsfamilie von Knigge gehörendes Gut errichtet, was jedoch mittlerweile ebenfalls untergegangen ist.
Vom Ende des 17. Jh. bis Anfang des 19. Jh. befand sich im Ort eine bedeutende Poststation an der Post- und Handelsstraße zwischen den Hansestädten Halle (Saale) und Hamburg, woraus ab 1817 das Gasthaus Grünes Röckchen hervorging.
Am 30. September 1928 wurde der Gutsbezirk Harkerode ohne seine Trennstücke mit der Landgemeinde Harkerode vereinigt. Der ehemals selbstständige Ort wurde am 20. Juli 1950 in die Nachbargemeinde Sylda eingegliedert. Am 1. April 1990 wurde er aus Sylda ausgegliedert und war anschließend knapp zwanzig Jahre lang wieder selbstständig. Am 1. Januar 2010 schlossen sich die Gemeinden Harkerode, Alterode, Bräunrode, Greifenhagen, Quenstedt, Stangerode, Sylda, Ulzigerode und Welbsleben sowie die Stadt Sandersleben (Anhalt) zur neuen Stadt Arnstein zusammen. Die Verwaltungsgemeinschaft Wipper-Eine, zu der Harkerode gehörte, wurde aufgelöst.

## Politik

### Wappen
Blasonierung: „In Blau eine schwarz konturierte silberne Burgruine mit blauen Durchbrüchen.“
Die Farben der Gemeinde sind: Blau - Silber (Weiß)
Das Wappen, das die Burgruine Arnstein darstellt, wurde 1996 vom Magdeburger Kommunalheraldiker Jörg Mantzsch gestaltet und am 31. Januar 1997 vom Regierungspräsidium Halle genehmigt.

## Kultur und Sehenswürdigkeiten

### Bauwerke

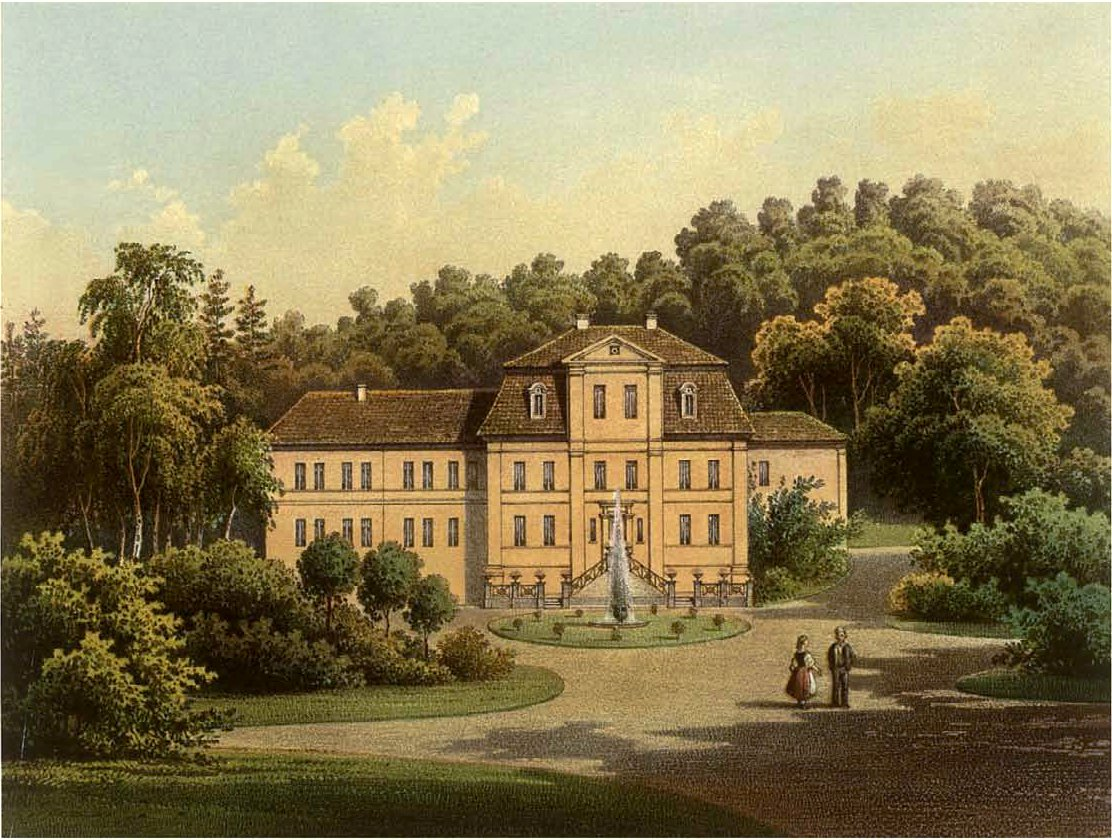
Schloss Harkerode um 1860, Sammlung Alexander Duncker

1832 wurde die Dorfkirche eingeweiht, die nach Plänen von Karl Friedrich Schinkel erbaut wurde. Im Ort besteht zudem ein Schloss der Freiherrn von Knigge zu dem zwei Mausoleen gehören, am Weg zum weithin sichtbaren Wahrzeichen: die Burgruine Arnstein.

### Denkmale
- Grabtafel auf dem Ortsfriedhof für 16 KZ-Häftlinge, die auf einem Todesmarsch vom Außenlager Langenstein-Zwieberge des KZ Buchenwald im April 1945 durch den Ort getrieben und von SS-Männern ermordet wurden

## Wirtschaft und Infrastruktur

### Verkehr
Zur Bundesstraße 180, die Lutherstadt Eisleben und Aschersleben verbindet, sind es in östlicher Richtung rund 6 km.

## Sport
Der ortsansässige Fußballverein SV Arnstein 48 Harkerode spielt derzeit in der Kreisliga in einer Spielgemeinschaft mit dem FC Hettstedt II.